# Third Eye
Third Eye é um álbum de estúdio da banda inglesa Monsoon.

## Lista de músicas
1. "Wings of the Dawn (Prem Kavita)" (Steve Coe, Martin Smith, Jhalib) – 3:56
2. "Tomorrow Never Knows" (John Lennon, Paul McCartney) – 4:01
3. "Third Eye and Tikka T.V." (Coe) – 2:53
4. "Eyes" (Coe, Smith) – 3:41
5. "Shakti (The Meaning of Within)" (Coe) – 4:04
6. "Ever So Lonely" (Coe) – 6:12
7. "You Can't Take me With You" (Coe, Smith) – 3:04
8. "And I You" (Coe) – 3:28
9. "Kashmir" (Coe, Smith) – 4:00
10. "Watchers of the Night" (Coe, Smith) – 3:47

### Monsoon featuring Sheila Chandra
Em 1995, o álbum foi relançado com o título Monsoon featuring Sheila Chandra com os seguintes extras: 
1. "Indian Princess" – 3:20
2. "Sunset over the Ganges" – 3:16
3. "Ever So Lonely (Hindi Version)" – 5:55
4. "Wings of the Dawn (Prem Kavita) (Hindi Version)" – 4:02
5. "Ever So Lonely (Ben Chapman Remix)" – 6:24
6. "Ever So Lonely (Ben Chapman Instrumental Remix)" – 6:21

## Ficha técnica
- Sheila Chandra – vocais, backing vocal
- Steve Coe – pianos, Celesta, swarmandel, gongo, organ, Afoxé (instrumento), backing vocals
- Martin Smith – baixo, Acordeão, Pandeireta, piano, sitar, tabla, ektara, backing vocals

Ainda:
- Dari Mankoo – sitar
- Clem Alford – sitar
- Jhalib – tabla, Indian percussion

Músicos
- Dinesh – tabla
- Preston Heyman – ghatam, gamelan, timbali, gongo, Caneca (instrumento musical), rototoms, Tom-tom, wasp wasp, Pandeiretas, cabasa, Extintor
- Bill Nelson – guitarras
- Paul James – shenai, gaita de foles
- Cliff Stapleton – Sanfona (instrumento de corda)

em "Kashmir"
- Richard Bragg – Bandolin
- Norman Bragg – mandolin
- Deepak Khazanchi – santur
- Chris Hunter – flauta
- Punita Gupta – sitar

em "Tomorrow Never Knows"
- David Balfe – sintetizador
- Merrick – bateria

## Gravação
O disco foi gravado no  Rockfield Studios, em Wales, com mixagem adicional no Sarm West Studios, Londres.
- Steve Coe – Produtor musical
- Hugh Jones  – produtor, engenheiro
- Stuart Bruce – engenheiro assitente (Sarm Studios)
- Julian Mendelsohn – engenheiro assitente (Sarm Studios)

## Datas de lançamento
| Região         | Data | Gravadora                   | Formato                                  | Catálogo      |
| -------------- | ---- | --------------------------- | ---------------------------------------- | ------------- |
| Inglaterra     | 1983 | The Mobile Suit Corporation | LP Gramofone record                      | MOBIL 1       |
| Reino Unido    | 1983 | Great Expectations          | LP                                       | PIPLP 001     |
| Países Baixos  | 1983 | Mercury Records             | LP                                       | 812 897-1     |
| França         | 1988 | Great Expectations          | Compact Disc                             | PIPCD 001     |
| Estados Unidos | 1995 | Mercury                     | CD como Monsoon featuring Sheila Chandra | 314 526 527-2 |